# Oliverio Girondo

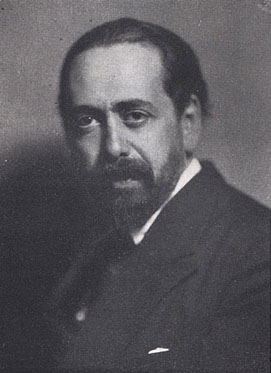
Oliverio Girondo

Oliverio Girondo (* 17. August 1891 in Buenos Aires; † 24. Januar 1967 ebenda) war ein argentinischer Dichter und Schriftsteller.

## Leben
Girondo stammte aus einer sehr wohlhabenden bildungsbürgerlichen Familie. Bereits in seiner Kindheit war er mit seinen Eltern auf Reisen, u. a. besuchte er 1900 in Paris die Weltausstellung. Zeit seines Lebens berichtete er von diesem Aufenthalt in Paris, da er dort während eines Spaziergangs Oscar Wilde begegnet sein wollte.
In Paris besuchte Girondo auf Wunsch seiner Eltern das Lycée Louis-le-Grand und wechselte später an die Epsom School nach London. Sein sich daran anschließendes Studium der Rechtswissenschaften absolvierte er an der Universidad de Buenos Aires und während seiner Semesterferien bereiste er ganz Mitteleuropa.
1922 konnte er in Paris erfolgreich als Schriftsteller debütieren; mit seinem Erstling, einer Lyrik-Anthologie („Zwanzig Gedichte in der Straßenbahn zu lesen“), stand er aber noch ganz im Schatten von Guillaume Apollinaire. In Argentinien schrieb er regelmäßig für verschiedene Zeitungen und Zeitschriften, wie „Proa“, „Prisma“ und „Martín Fierro“. In der ersten Ausgabe von letzterer war sein bekanntes Manifest des Surrealismus zu lesen. Über diese Arbeiten kam er zur Grupo Florida und lernte dabei anlässlich eines Festes (40. Geburtstag) bei Ricardo Güiraldes u. a. die Schriftstellerin Norah Lange kennen.
Er zog mit ihr zusammen und nach über 20 Jahren des Zusammenlebens heirateten das Paar 1943 in Buenos Aires. Der Surrealist Enrique Molina bezeichnete es – vor allem aber dessen Arbeiten – als „Noraliverio“ und Néstor Ibarra sah in Nora Lange die Muse des Ultraísmo und in Girondo den Schöpfer dieser Muse.
Um 1950 versuchte sich Girondo auch als Maler. Auch mit seinen Bildern sah er sich dem Surrealismus verbunden, konnte aber hier keinerlei Erfolge erzielen. Zu Lebzeiten konnte er kein einziges Bild verkaufen oder auch nur ausstellen.
1964 war Girondo in einen Verkehrsunfall verwickelt, er wurde als Fußgänger von einem Auto angefahren. 1967 starb er an den Spätfolgen dieses Unfalls und fand seine letzte Ruhestätte auf dem Friedhof La Recoleta in seiner Heimatstadt. Der Schriftsteller Enrique Molina bemühte sich um den Fortbestand von Girondos Werk und beendete daher auch die noch unvollendet gebliebenen Manuskripte.

## Werke (Auswahl)
Lyrik
- Calcomanías y otros poemas. Renacimiento, Sevilla 2007, ISBN 978-84-8472-339-4.
- Veinte poemas para ser leídos en el tranvía. Barthélemy, Paris 1922.

Übersetzungen
- Arthur Rimbaud: Una temporada en el infierno.

Werkausgaben
- Obra completa. Galaxia Guternberg, Madrid 1999. ISBN 978-84-89666-37-5
- Obras completas. Editorial Losada, Buenos Aires 1968.